# Ceresola
Ceresola oder Cerésola (aragonesisch Zresola) ist ein spanischer Ort in der Provinz Huesca der Autonomen Gemeinschaft Aragonien. Ceresola, im Pyrenäenvorland liegend, gehört zur Gemeinde Sabiñánigo. Der Ort hatte im Jahr 2015 vier Einwohner.

## Geographie
Der Ort liegt etwa 34 Straßenkilometer südöstlich von Sabiñánigo und ist über die A1604 und von dieser über die HF1019AA zu erreichen. Ceresola befindet sich in der Sierra de Portiello. 

## Sehenswürdigkeiten
- Romanische Pfarrkirche Nuestra Señora de la Purificación aus dem 12. Jahrhundert[1]